# Red Bull Air Race World Championship 2017

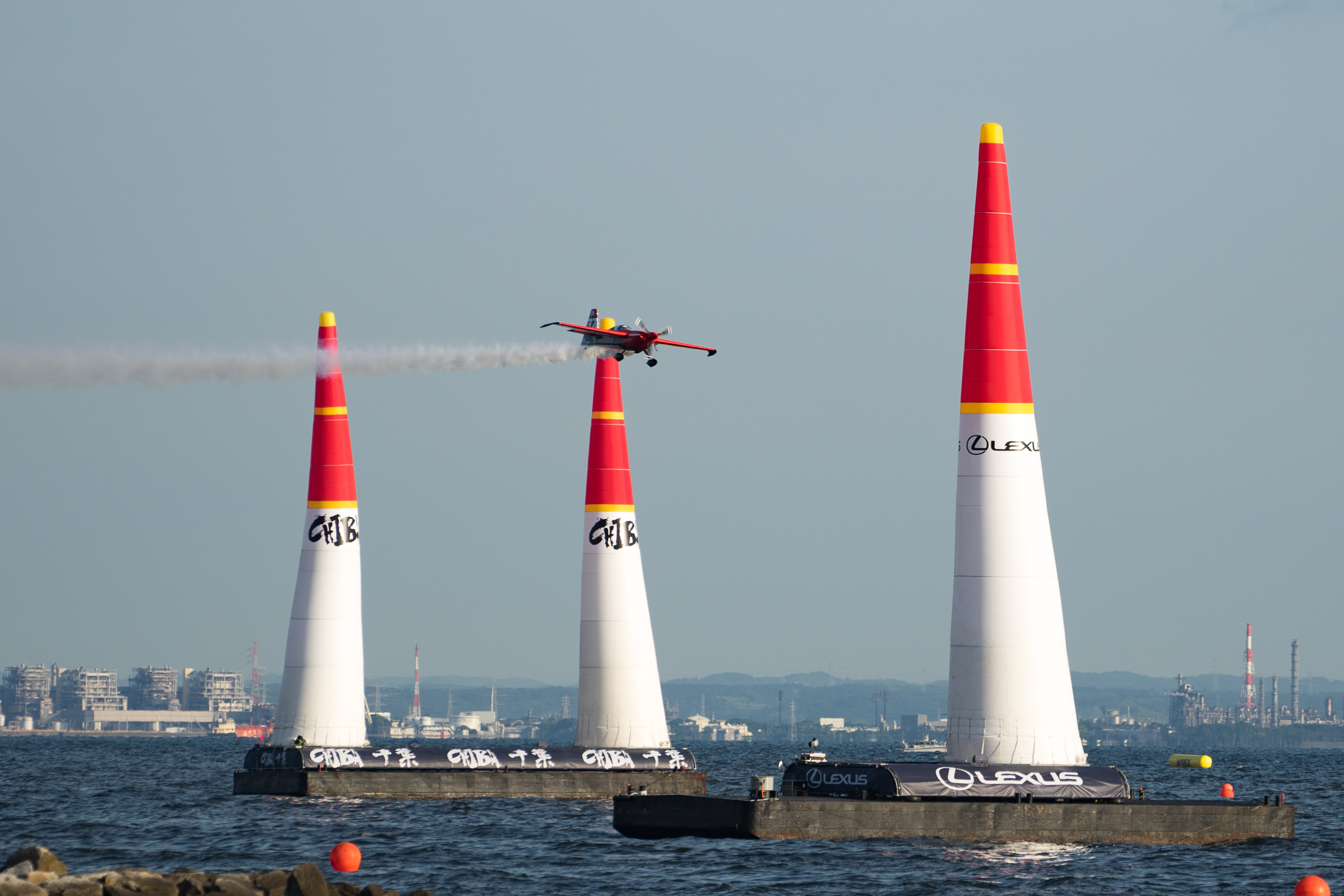
Peter Podlunšek - 2017 Red Bull Air Race of Chiba

Red Bull Air Race World Series 2017 to dwunasty sezon Red Bull Air Race.

## Piloci

### Master Class
| Master Class | Master Class      | Master Class    | Master Class |
| Nr.          | Pilot             | Samolot         | Rundy        |
| ------------ | ----------------- | --------------- | ------------ |
| 5            | Cristian Bolton   | Zivko Edge 540  | Wszystkie    |
| 8            | Martin Šonka      | Zivko Edge 540  | Wszystkie    |
| 10           | Kirby Chambliss   | Zivko Edge 540  | Wszystkie    |
| 11           | Mikaël Brageot    | MX Aircraft MXS | Wszystkie    |
| 12           | François Le Vot   | Zivko Edge 540  | Wszystkie    |
| 18           | Petr Kopfstein    | Zivko Edge 540  | Wszystkie    |
| 21           | Matthias Dolderer | Zivko Edge 540  | Wszystkie    |
| 26           | Juan Velarde      | Zivko Edge 540  | Wszystkie    |
| 27           | Nicolas Ivanoff   | Zivko Edge 540  | Wszystkie    |
| 31           | Yoshihide Muroya  | Zivko Edge 540  | Wszystkie    |
| 37           | Peter Podlunšek   | Zivko Edge 540  | Wszystkie    |
| 84           | Pete McLeod       | Zivko Edge 540  | Wszystkie    |
| 95           | Matt Hall         | Zivko Edge 540  | Wszystkie    |
| 99           | Michael Goulian   | Zivko Edge 540  | Wszystkie    |

### Challenger Cup
| Nr. | Pilot           | Rundy       |
| --- | --------------- | ----------- |
| 6   | Luke Czepiela   | 1-4, 7-8    |
| 7   | Kenny Chiang    | 2–6         |
| 15  | Baptiste Vignes | 1–5         |
| 17  | Daniel Ryfa     | 1, 3–5, 7-8 |
| 24  | Ben Murphy      | 1, 3, 5-8   |
| 33  | Mélanie Astles  | 1, 3, 5-8   |
| 48  | Kevin Coleman   | 1–3, 5-6, 8 |
| 62  | Florian Bergér  | 1–2, 4 ,6-8 |
| 78  | Daniel Genevey  | 2-4, 6, 7   |

## Kalendarz zawodów
| Runda | Państwo                      | Miejscowość                          | Data               | Zwycięzca kwalifikacji | Zwycięzca wyścigu | Zwycięzca w klasie Challenge |
| ----- | ---------------------------- | ------------------------------------ | ------------------ | ---------------------- | ----------------- | ---------------------------- |
| 1     | Zjednoczone Emiraty Arabskie | Abu Zabi                             | 11–12 lutego       | Martin Šonka           | Martin Šonka      | Daniel Ryfa                  |
| 2     | Stany Zjednoczone            | San Diego, Kalifornia                | 15–16 kwietnia     | Matthias Dolderer      | Yoshihide Muroya  | Florian Bergér               |
| 3     | Japonia                      | Makuhari, Chiba                      | 3–4 czerwca        | Pete McLeod            | Yoshihide Muroya  | Przełożono                   |
| 4     | Węgry                        | Budapeszt                            | 1–2 lipca          | Pete McLeod            | Kirby Chambliss   | Florian Bergér               |
| 5     | Rosja                        | Kazań, Tatarstan                     | 22–23 lipca        | Pete McLeod            | Kirby Chambliss   | Lukasz Czepiela              |
| 5     | Rosja                        | Kazań, Tatarstan                     | 22–23 lipca        | Pete McLeod            | Kirby Chambliss   | Kenny Chiang                 |
| 6     | Portugalia                   | River Douro, Porto                   | 2–3 września       | Pete McLeod            | Martin Šonka      | Kevin Coleman                |
| 7     | Niemcy                       | EuroSpeedway Lausitz, Klettwitz      | 16–17 września     | Matt Hall              | Yoshihide Muroya  | Ben Murphy                   |
| 8     | Stany Zjednoczone            | Indianapolis Motor Speedway, Indiana | 14–15 października | Matt Hall              | Yoshihide Muroya  | Mélanie Astles               |

## Wyniki

### Master Class
| Pozycja | 1  | 2 | 3 | 4 | 5 | 6 | 7 | 8 | 9–12 |
| Punkty  | 12 | 9 | 7 | 5 | 4 | 3 | 2 | 1 | 0    |

| Mj. | Pilot             | ABU | SDG | CHI | BUD | KAZ | POR | LAU | IND | Punkty |
| --- | ----------------- | --- | --- | --- | --- | --- | --- | --- | --- | ------ |
| 1   | Yoshihide Muroya  | 13  | 1   | 1   | 3   | 13  | 6   | 1   | 1   | 74     |
| 2   | Martin Šonka      | 1   | 5   | 3   | 4   | 9   | 1   | 3   | 4   | 70     |
| 3   | Pete McLeod       | 3   | 10  | 7   | 2   | 2   | 2   | 5   | 11  | 56     |
| 4   | Kirby Chambliss   | 11  | 4   | 8   | 1   | 1   | 4   | 6   | 10  | 53     |
| 5   | Petr Kopfstein    | 12  | 6   | 2   | 5   | 4   | 7   | 8   | 5   | 43     |
| 6   | Matt Hall         | 10  | 9   | 6   | 8   | 6   | 3   | 2   | 8   | 40     |
| 7   | Matthias Dolderer | 4   | 3   | 4   | 12  | 10  | 8   | 12  | 2   | 39     |
| 8   | Juan Velarde      | 2   | 11  | 10  | 9   | 5   | DNS | 4   | 3   | 37     |
| 9   | Michael Goulian   | 6   | 8   | 5   | 13  | 3   | 10  | 14  | 7   | 28     |
| 10  | Mikaël Brageot    | 9   | 13  | 9   | 6   | 12  | 5   | 7   | 6   | 24     |
| 11  | Nicolas Ivanoff   | 5   | 7   | 13  | 7   | 11  | 11  | 9   | 13  | 16     |
| 12  | Peter Podlunšek   | DSQ | 2   | 12  | DNS | 14  | 9   | 13  | 14  | 14     |
| 13  | Cristian Bolton   | 7   | 14  | 14  | 11  | 8   | 12  | 11  | 9   | 9      |
| 14  | François Le Vot   | 8   | 12  | 11  | 10  | 7   | 13  | 10  | 12  | 9      |

### Challenger Cup
| Pozycja | 1  | 2 | 3 | 4 | 5 | 6 |
| Punkty  | 10 | 8 | 6 | 4 | 2 | 0 |

| Mj. | Pilot           | ABU | SDG | BUD | KAZ | KAZ | POR | LAU | IND | Drop | Punkty |
| --- | --------------- | --- | --- | --- | --- | --- | --- | --- | --- | ---- | ------ |
| 1   | Florian Bergér  | 2   | 1   | 1   |     |     | 2   | 2   | 4   | 8    | 38     |
| 2   | Daniel Ryfa     | 1   |     | 3   | 2   | 6   |     | 1   | 6   |      | 34     |
| 3   | Luke Czepiela   | 6   | 3   | 2   | 1   |     |     | 3   | 2   |      | 34     |
| 4   | Kevin Coleman   | 5   | 2   |     | 7   | 3   | 1   |     | 5   |      | 27     |
| 5   | Mélanie Astles  | 3   |     |     | 5   | 4   | 3   | 5   | 1   | 2    | 23     |
| 6   | Ben Murphy      | 4   |     |     | 3   | 5   | 5   | 4   | 3   | 2    | 19     |
| 7   | Baptiste Vignes | 7   | 5   | 4   | 6   | 2   |     |     |     |      | 14     |
| 8   | Kenny Chiang    |     | 6   | 5   | DSQ | 1   | 6   |     |     |      | 12     |
| 9   | Daniel Genevey  |     | 4   | 6   | 4   |     | 4   | 6   |     |      | 12     |